# ديمون دان
ديمون دان (بالإنجليزية: Damon Dunn)‏ هو لاعب كرة قدم أمريكية وسياسي أمريكي، ولد في 15 مارس 1976 في فورت وورث في الولايات المتحدة. حزبياً، نشط في الحزب الجمهوري.

## روابط خارجية
- ديمون دان على موقع مرجع كرة القدم المحترفة.كوم (الإنجليزية)